# Пшеничний колір
Пшеничний (англ. Wheat) або полови́й колір — колір стиглого колосу пшениці або спілого жита. Один з вебкольорів X11.
В українській мові назву «пшеничний» використовують переважно на позначення кольору волосся людини, а «половий» — масті тварини, проте слово «половий» в широкому сенсі застосовується і для опису предметів та природи.